# Park Kyung-mo
Pour les articles homonymes, voir Park.
Park Kyung-mo, né le 15 août 1975 dans le district de Okcheon, est un archer sud-coréen.
Il participe aux Jeux olympiques d'Athènes, en 2004 et aux Jeux olympiques de Pékin. Avec son équipe de Corée du Sud, il remporte deux fois la médaille d'or.
En compétition individuelle de 2004, il commence par gagner ses 3 premiers matchs éliminatoires. Il se qualifie ainsi pour les quarts de finale où il rencontre l'Australien Tim Cuddihy, qui le bat 112-111. Cuddihy sera le futur médaillé de bronze, alors que Park Kyung-mo finira 5e. En 2008 il finit médaille d'argent derrière Viktor Ruban (113-112).
Il est marié à l'archère Park Sung-hyun.